# Bokšanica
Bokšanica je planina u Bosni i Hercegovini.
Nalazi se sjeverozapadno od Višegrada u općini Rogatica, u istočnoj Bosni. Najviši vrh je Klanac s nadmorskom visinom od 1275 metara. Bokšanica je građena od srednjetrijaskih vapnenaca.

## Vanjske poveznice
- Bokšanica, Bosnia and Herzegovina, geographic.org